# Okręg Neubrandenburg
Okręg Neubrandenburg (niem. Bezirk Neubrandenburg) – okręg administracyjny w dawnej Niemieckiej Republice Demokratycznej.

## Geografia
Okręg położony w północno-wschodniej części NRD. Graniczył od południa z okręgiem Frankfurt (Oder) i okręgiem Poczdam, od zachodu z okręgiem Schwerin a od północy z okręgiem Rostock oraz od wschodu z PRL.

### Podział
- Neubrandenburg (od stycznia 1969)
- Powiat Altentreptow
- Powiat Anklam
- Powiat Demmin
- Powiat Malchin
- Powiat Neubrandenburg
- Powiat Neustrelitz
- Powiat Pasewalk
- Powiat Prenzlau
- Powiat Röbel/Müritz
- Powiat Strasburg
- Powiat Templin
- Powiat Teterow
- Powiat Ueckermünde
- Powiat Waren

## Polityka

### Przewodniczący rady okręgu
- 1952–1953 Wilhelm Staudte
- 1953–1957 Hans Jendretzky (ur. 1897 zm. 1992)
- 1957–1959 Horst Brasch (ur. 1922 zm. 1989)
- 1959–1962 Kurt Guter (ur. 1921)
- 1962–1967 Lothar Geissler
- 1967–1972 Adolf Garling (ur. 1925)
- 1972–1977 Gottfried Sperling (ur. 1921)
- 1977–1990 Heinz Simkowski (ur. 1931)
- 1990 Wolfgang Otto (Generał) (ur. 1947)
- 1990 Martin Brick (Regierungsbevollmächtigter) (ur. 1939)

### I sekretarzSEDokręgu
- 1952–1953 Willi Wiebershausen (ur. 1917 zm. 1960)
- 1953–1960 Max Steffen (ur. 1909 zm. 1988)
- 1960–1963 Georg Ewald (ur. 1926 zm. 1973)
- 1963–1989 Johannes Chemnitzer (ur. 1929)
- 1989 Wolfgang Herrmann (ur. 1939)
- 1989–1990 Jürgen Zelm (ur. 1953)